# 奧東三世 (勃艮第)
奧東三世（法語：Otton III de Bourgogne，約1218年—1248年6月19日），勃艮第伯爵，奧東二世與貝亞特麗絲二世的長子，1231年至1248年在位。
1234年，奧東三世的父親去世，他繼位為梅拉尼亞公爵（稱奧托二世）。同年奧東三世與提洛伯爵阿爾貝特三世的女兒伊莉莎白結婚，兩人沒有子女。1248年奧東三世於魏斯邁恩去世，由妹妹阿德萊德繼位。